# Retrato del emperador Maximiliano I
El Retrato del emperador Maximiliano I (en alemán, Kaiser Maximilian I) es un óleo sobre lienzo realizado por el pintor Alberto Durero en 1519. De él existe una versión grabada en xilografía, igualmente obra de Durero.

## Descripción

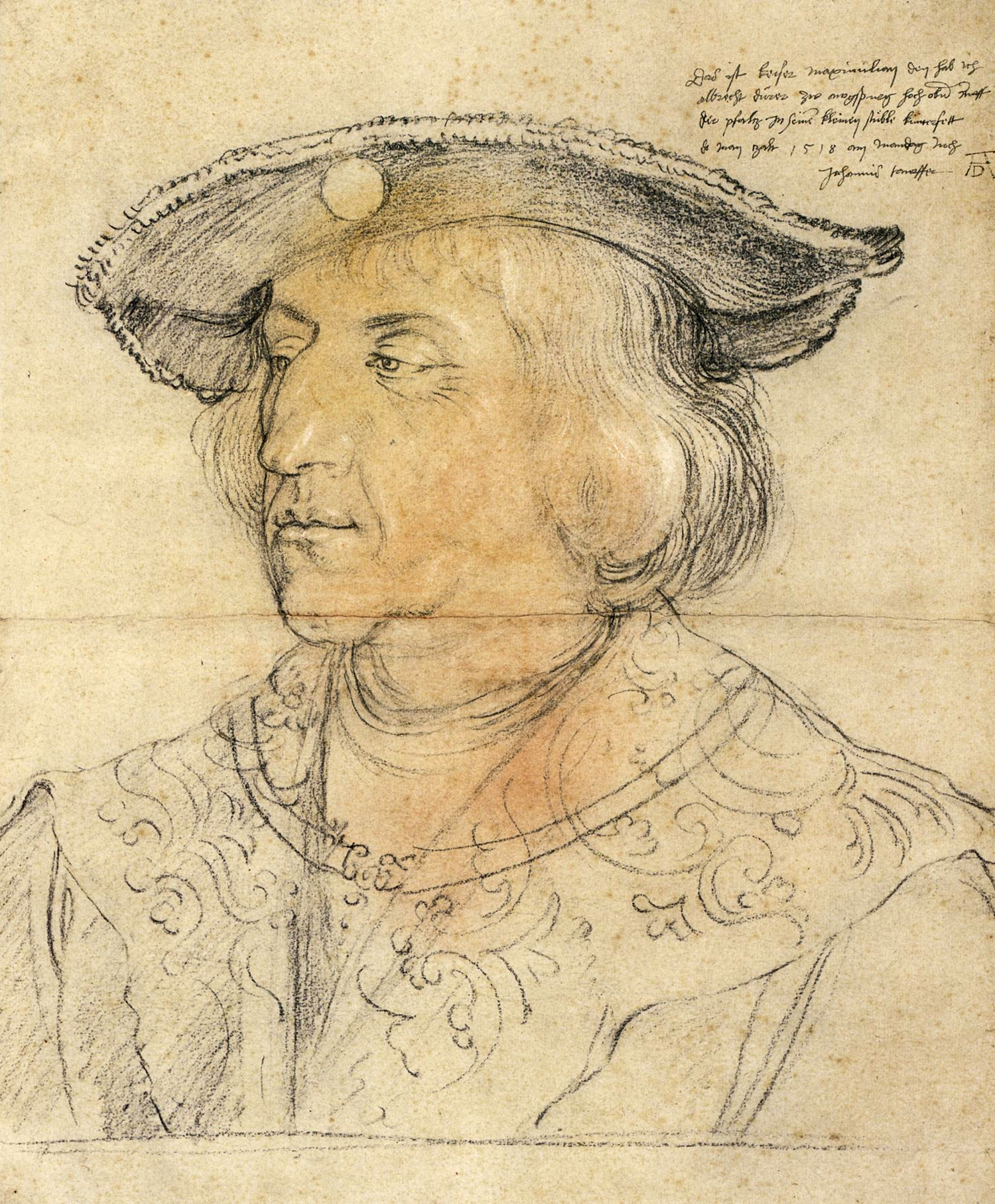
El dibujo preparatorio en el museo Albertina de Viena

Este retrato fue pintado tras la muerte del emperador Maximiliano I de Habsburgo a partir de un dibujo preparatorio que Durero realizó a lápiz durante una sesión de la Dieta de Augsburgo que tuvo lugar el 18 de junio de 1518.
En la parte superior se encuentra el escudo de los Habsburgo con la corona imperial y la cadena de la Orden del Toisón de Oro, junto con una inscripción que enumera los títulos, dignidades y fechas importantes de la vida de Maximiliano.

POTENTISSIMVS. MAXIMVS. ET. INVICTISSIMVS. CAESAR. MAXIMILIANVS/ QVI. CVNCTOS. SVI. TEMPORIS. REGES. ET. PRINCIPES. IVSTICIA. PRVDENCIA/ MAGNANIMITATE. LIBERALITATE PRAECIPVE. VERO. BELLICA. LAVDE. ET/ ANIMI. FORTITVDINE. SVPERAVIT. NATVS. EST. ANNO. SALVTIS. HVMANAE./ M.CCCC. LIX. DIE. MARCII. IX. VIXIT. ANNOS. LIX. MENSES. IX. DIES. XXV/ DECESSIT. VERO. ANNO. M.D.XIX. MENSIS. IANVARII. DIE. XII. QVEM. DEVS/ OPT. MAX. IN. NVMERVM. VIVENCIVM. REFERRE. VELIT
Inscripción

Sus dimensiones son de 74 cm × 62 cm y se expone en el Museo de Historia del Arte de Viena, Austria.
En las mismas fechas, Durero produjo una versión del retrato grabada en xilografía, que se hizo muy popular gracias a que circularon muchas estampaciones de él, tanto del taco original como copias. El Museo Británico de Londres conserva un ejemplar temprano de este grabado que es único por conservar en su margen inferior el nombre del impresor que lo publicó, Johann Kramer ; usualmente en siglos pasados los grabados se recortaban.